# Campionati europei di concorso completo 1962
I Campionati europei di concorso completo 1962 si sono svolti a Burghley in Gran Bretagna.

## Podi
| Evento           | Oro              | Argento         | Bronzo                |
| Gara individuale | James Templer    | German Gaslumov | Jane Wykeham-Musgrave |
| Gara a squadre   | Unione Sovietica | Irlanda         | Regno Unito           |

## Medagliere
| Posiz. | Nazione          | Oro | Argento | Bronzo | Totale |
| ------ | ---------------- | --- | ------- | ------ | ------ |
| 1      | Regno Unito      | 1   | 1       | 1      | 3      |
| 2      | Unione Sovietica | 1   | 0       | 1      | 2      |
| 3      | Irlanda          | 0   | 1       | 0      | 1      |
| Totale | Totale           | 2   | 2       | 2      | 6      |